# のと (輸送艦)
のと（ローマ字：JS Noto, LSU-4172）は、海上自衛隊の輸送艦。ゆら型輸送艦の2番艦。艦名は能登半島に由来する。

## 艦歴
「のと」は、昭和54年度計画輸送艦4172号艦として、佐世保重工業で1980年4月23日に起工され、1980年11月12日に進水、1981年3月27日に就役し、舞鶴地方隊に編入された。
2011年3月11日に発生した東北地方太平洋沖地震による東日本大震災に対し、災害派遣される。
2012年4月6日、除籍。